# Brooke Austin
Brooke Austin (* 12. Februar 1996 in Indianapolis) ist eine ehemalige US-amerikanische Tennisspielerin.

## Karriere
Brooke Austin, die laut ITF-Profil Hartplätze bevorzugt, begann mit sechs Jahren das Tennisspielen. Sie spielte überwiegend auf Turnieren des ITF Women’s Circuit, bei denen sie einen Einzel- und zwei Doppeltitel gewinnen konnte.
Für die Qualifikation zu den US Open 2012 erhielt sie eine Wildcard; sie gewann ihre erste Partie, schied dann aber in der nächsten Runde aus. 2013 erreichte sie bei ITF-Turnieren zwei Endspiele, die sie beide verlor. Für die Qualifikation zu den US Open erhielt sie 2013 wiederum eine Wildcard, schied aber schon in Runde eins aus. 2014 ging sie bei den Dow Corning Tennis Classic 2014 an den Start, wo sie ebenfalls ihr Erstrundenmatch verlor. Im Mai 2014 gewann sie in Sumter ihren ersten Einzeltitel.
Bei den NCAA Division I Tennis Championships 2015 scheiterte sie, an Nummer drei gesetzt, bereits in der ersten Runde. Beim $25.000-Turnier in Baton Rouge erreichte sie das Finale, das sie mit 5:7, 3:6 verlor. Auch beim $50.000-Turnier in Sacramento erreichte sie das Finale, in dem sie Anhelina Kalinina mit 5:7 und 1:6 unterlag.
Für das Hauptfeld des Damendoppel der US Open 2016 erhielt sie mit Kourtney Keegan eine Wildcard, das Doppel verlor aber bereits in der ersten Runde gegen Asia Muhammad und Taylor Townsend mit 2:6 und 2:6. Bei den anschließenden American Collegiate Invitational 2016 scheiterte sie ebenfalls in der ersten Runde gegen Breaunna Addison.
Seit Ende August 2017 wird Brooke Austin nicht mehr in den Weltranglisten geführt.

## Turniersiege

### Einzel
| Nr. | Datum        | Turnier | Kategorie   | Belag     | Finalgegnerin   | Ergebnis       |
| --- | ------------ | ------- | ----------- | --------- | --------------- | -------------- |
| 1.  | 25. Mai 2014 | Sumter  | ITF $10.000 | Hartplatz | Nadja Gilchrist | 7:65, 2:6, 6:1 |

### Doppel
| Nr. | Datum         | Turnier    | Kategorie   | Belag     | Partnerin        | Finalgegnerinnen                    | Ergebnis         |
| --- | ------------- | ---------- | ----------- | --------- | ---------------- | ----------------------------------- | ---------------- |
| 1.  | 25. Juni 2011 | Cleveland  | ITF $10.000 | Sand      | Brooke Bolender  | Dianne Hollands Shikha Uberoi       | 7:62, 6:3        |
| 2.  | 19. Juli 2014 | Evansville | ITF $10.000 | Hartplatz | Natalie Pluskota | Catherine Harrison Mary Weatherholt | 6:4, 3:6, [11:9] |